# Henrich og Pernille
Henrich og Pernille is een toneelstuk van de Deense schrijver Ludvig Holberg.

## Toneelstuk
Holberg leverde deze komedie/klucht in drie akten in 1724 op. Henrich en Pernille zijn bedienden van Leander en Leonora. Zij bereiden het huwelijk voor van hun bazen. Zij imiteren hun bazen echter daarbij zo qua kleding, uiterlijk en gedrag, dat niemand meer weet wie de echte Henrich/Leander en Pernille/Leonora zijn. Het toneelstuk heeft een gelukkig eind als Leander en Leonora elkaar vinden en ook Henrich en Pernille. 
Het toneelstuk zou als basis dienen voor Maskarade, de opera van Carl Nielsen. Het toneelstuk wordt heden ten dage nog steeds uitgevoerd.